# Горьковский автобусный завод
Горьковский автобусный завод (сокращённо «ГАЗ») — предприятие, производитель автобусов и мелкосерийных модификаций автомобилей марки ГАЗ. Завод был основан в 1929 г. в г. Нижний Новгород как автосборочный завод №1. Производил сборку автомобилей Ford из американских комплектующих. Далее, став фактически филиалом Горьковского автозавода (официально с 1940 г.), занимался производством автобусов, пикапов, самосвалов и прочей мелкосерийной техники. С 1946 года выделен в самостоятельное предприятие. В 1950 году завод полностью был перепрофилирован и стал выпускать аппаратуру связи.

## История
31 мая 1929 года ВСНХ СССР и американская фирма Ford Motor Company заключили соглашение о технической помощи по организации и налаживанию массового производства легковых и грузовых автомобилей. Основой производственной программы были выбраны модели Ford-A и Ford-АА. Местом для строительства завода производительностью 100 тыс. автомобилей в год был выбран Нижний Новгород. Не дожидаясь окончания строительства, было принято решение организовать сборку автомобилей из американских машинокомплектов. В качестве одной из площадок для сборочного завода был выбран завод «Гудок Октября» в посёлке Канавино Нижегородской губернии (ныне в составе Нижнего Новгорода).
В июле 1929 года директор завода «Гудок Октября» получил указание построить на пустующих площадках корпус нового завода и выделить его в самостоятельное производство. Новый завод получил название 1-го автосборочного завода. Входил в подчинение Наркомату тяжёлой промышленности.
1 февраля 1930 года из ворот завода вышли первые 10 грузовиков Ford-AA. Затем была освоена сборка легковых Ford-A. С 1931 года часть грузовиков оснащалась задними двухосными тележками фирмы Timken. Трёхосные грузовики получили обозначение Ford-Timken. В том же году заводу, помимо сборки автомобилей, было поручено освоить производство танкеток Т-27.
В 1932 году был пущен в строй Нижегородский (позже Горьковский) автозавод. 1-й автосборочный фактически становится его филиалом (но юридически это было оформлено только 1 января 1940 года). В начале года завод дособирает последние Форды, после чего занимается подготовкой кадров для ГАЗа.
В 1932 году конструкторами ГАЗа разрабатывается автобус на шасси ГАЗ-АА. В ноябре на 1-м автосборочном строится опытный образец. Но затем было принято решение взять за образец американский школьный автобус на базе Ford-AA. В апреле 1933 года начинается его производство под обозначением ГАЗ-3. В том же году освоено производство пикапов ГАЗ-4 и седанов ГАЗ-6.
В последующие годы разрабатываются различные автобусы, фургоны, санитарные автомобили. Осваивается производство одних (ГАЗ-05-193, ГАЗ-05-194, ГАЗ-55, ГАЗ-410), другие же остаются в опытных образцах. Выполнялись также разовые заказы на изготовление автомобилей специального назначения, производился капитальный ремонт кузовов.
Во время Великой Отечественной войны завод продолжал выпуск штабных и санитарных автобусов, причём объёмы производства были увеличены. Кроме того было освоено производство полевых кухонь и походных кузниц.
В соответствии с Постановлением СНК СССР от 17 февраля 1946 года завод становится самостоятельным предприятием и получает название Горьковский автобусный завод (ГЗА). Аббревиатура ГЗА выбрана, чтобы не путать с ГАЗом. В то время это был единственный в СССР специализированный завод по производству автобусов. . С обретением независимости возникли финансовые трудности — теперь за шасси ГАЗа надо было вносить предоплату, а денег не хватало даже на зарплату рабочим. На освоение новых моделей средств уже не было. Поэтому вплоть до 1950 года в производстве оставались довоенные ГАЗ-03-30 и ГАЗ-55.
В 1949 году создаются несколько моделей капотных и бескапотных автобусов на шасси ГАЗ-51 и ГАЗ-63. Для производства выбирают капотный автобус ГЗА-651 и санитарный ГЗА-653. Их выпуск начинается в конце 1950 года.
В соответствии с ПСМ № 5275-2282сс от 22.12.1951 г. по пр. № СС-651 от 25.12.1951 г. и № СС-675 от 26.12.1951 г. Горьковский автобусный завод Минавтотракторопрома передан в ведение 9 ГУ МПСС и переименован в завод № 642. По пр. № СС-651 от 25.12.1951 г. специализирован на производстве самолетных радиостанций КВ и СВ диапазонов: РСБ-5, РСБ-Д, РСБ-70. 
С 1.01.1967 г. переименован в Горьковский завод аппаратуры связи (см. отдельную ст. — Завод аппаратуры связи имени А. С. Попова).
В 1975 г. постановлением правительства заводу присвоено имя А. С. Попова. Полное наименование завода — Горьковский завод аппаратуры связи (ГЗАС) им. А.С. Попова МРТП СССР (почтовый ящик В-2556).
В 01.1991 г. завод преобразован в АНПО «Завод им. Попова». В 10.1993 г. преобразовано в АОЗТ, 26.05.1994 г. – в АООТ, в 12.1998 г. – в ОАО «ГЗАС им. Попова». В соответствии с пост. Правительства № 96 от 20.02.2004 г. по пр. Минпромторга № 1828 от 3.07.2015 г. ОАО включено в реестр организаций ОПК. Действовало в ведении Минпромторга (2015г.).
Численность персонала на 2002 год- 2500 чел.

## Продукция

### Легковые автомобили
- Ford-A (1930) — легковой автомобиль
- ГАЗ-6 (1934—1936) — вариант ГАЗ-А с закрытым кузовом «седан»
- ГАЗ-67-420 (1945) — вариант ГАЗ-67 с закрытым деревянным кузовом.

### Грузовые автомобили
- Ford-AA (1930—1932) — грузовой автомобиль
- Ford-Timken (1931) — трёхосный (6x4) грузовой автомобиль на базе Ford-AA
- ГАЗ-4 (1933—1936) — пикап на базе ГАЗ-А
- ГАЗ-14 (1935) — опытный газогенераторный грузовик
- ГАЗ-410 (ГАЗ-С1) (1936—1942) — самосвал на базе ГАЗ-ММ

### Автобусы
- ГАЗ-3 (ГАЗ-03-30) (1933—1950) — 17-местный автобус на базе ГАЗ-AA (ГАЗ-ММ)
- ГАЗ-5 (ГАЗ-05-193) (1936—1944) — штабной автобус на базе ГАЗ-AAA
- ГАЗ-05-194 (1936—1944) — санитарный автобус на базе ГАЗ-AAA
- ГАЗ-13 (1935) — опытный 13-местный автобус
- ГАЗ-13В (1935) — опытный автобус
- ГАЗ-55 (1938—1950) — санитарный автомобиль на базе ГАЗ-ММ
- ГАЗ-71 (1948) — опытный автобус вагонной компоновки на базе ГАЗ-ММ
- ГЗА-650 (1949) — опытный автобус вагонной компоновки на базе ГАЗ-51
- ГЗА-651 (1950—1951) — автобус капотной компоновки на базе ГАЗ-51
- ГЗА-652 (1949) — опытный автобус вагонной компоновки на базе ГАЗ-51
- ГЗА-653 (1951) — санитарный автомобиль на базе ГАЗ-51
- ГЗА-654 «Сочи» (1949) — опытный курортный автобус с открытым кузовом

### Автобронетанковая техника
- ГАЗ-ТК («трёхоска Курчевского») (1934—1935) — трёхосный автомобиль на базе ГАЗ-А с безоткатной пушкой системы Л. В. Курчевского
- Т-27 (1931—1934) — танкетка

### Радио и радиоэлектронная аппаратура
- Передатчики радиостанций: «Ока», «Кама», СВБ-5, РСБ-70, РЛС-УКВ (1950-е);
- Аэродромная радиостанция на автомобильном шасси РАС-УКВ-А «Чернослив»;
- Радиостанции бортовые: «Арлекин-Д», «Кристалл», «Ядро-1», «Ядро-2», Р-842М1, «Широта-У», «Микрон» (2002), Р-864 «Журавль-К» (1975-2002);
- Модули самолетных комплексов связи М-ДлА, М1А (2000-е);
- КВ модем «Лиман», многочастотный модем «Пойма»;
- Модуль связи и передачи данных МСПД;
- Модуль самолетного переговорного устройства МСПУ;
- Самолетное переговорное устройство СПУ-34, СПГУ-35, СПУ-200 (2005);
- Аппаратура речевого оповещения АРО-28С, «Алмаз-УПМ;
- Бытовой радиоприемник «Orion» RS-301;
- Цветомузыкальная установка «Мираж».